# Красное (Григориополь)
Кра́сное — село в Григориопольском районе непризнанной Приднестровской Молдавской Республики. Вместе с селом Красная Горка входит в Григориопольский горсовет.

## География
Село расположено на расстоянии 1 км от города Григориополь и 115 км от г. Кишинёв.

## Население
По данным 2011 года, в селе Красное проживало 240 человек.

## История
Село Красное было основано в XIX веке несколькими семьями немецких колонистов под названием Альдингера, которые во время Второй мировой войны репатриировались в Германию. Населённый пункт расположен на западной окраине города Григориополь и в настоящее время почти слился с ним.
В советский период здесь открылись начальная школа, клуб с киноустановкой, библиотека, ателье бытового обслуживания населения, почтовое отделение, детский сад, магазин.